# Symphonie no 2 de Révoutsky
Pour les articles homonymes, voir Symphonie no 2.
La Symphonie no 2 est une symphonie en mi majeur du compositeur Levko Révoutsky. Elle existe en deux versions, celle de 1927 et celle de 1940. La première version, que l'on pensait perdue, est retrouvée et jouée en 2020.

## Historique des versions
La première édition de la symphonie est achevée en 1927. Présentée au concours de la Société panukrainienne Léontovytch à l'occasion du 10e anniversaire de la Révolution d'octobre, cette symphonie partage la première place du concours avec la Fantaisie sur les thèmes ukrainiens de Boris Liatochinski. Selon les musicologues, la symphonie combine des tendances comme l'ukrainisation et l'européanisation. Avec le recul du temps, elle est reconnue comme la première œuvre nationale ukrainienne dans le genre de la symphonie.
En 1940, Révoutsky réalise la deuxième version de la symphonie. Pour cette nouvelle édition, il reçoit le prix d'État de l'URSS en 1941. Dans la période d'après-guerre, la deuxième symphonie de Révoutsky n'est jouée en URSS que dans la deuxième version, la première version étant longtemps considérée comme perdue. Ce n'est qu'en 2020 que la première version de cette symphonie est retrouvée, dans les archives de la Philharmonie de Lviv. En 2020, la première version de la symphonie est republiée par la maison d'édition "Musical Ukraine" et jouée pour la première fois depuis longtemps à Kiev le 22 septembre 2020.
La symphonie comporte trois parties. Toutes les parties sont lyriques ; elles diffèrent par le genre, les images évoquées et l'ambiance. Le thème principal de la première partie est la chanson printanière Ô printemps, vesnitsa, enregistrée par Révoutsky dans son village natal d'Irjavets.